# 全超导托卡马克核聚变实验装置

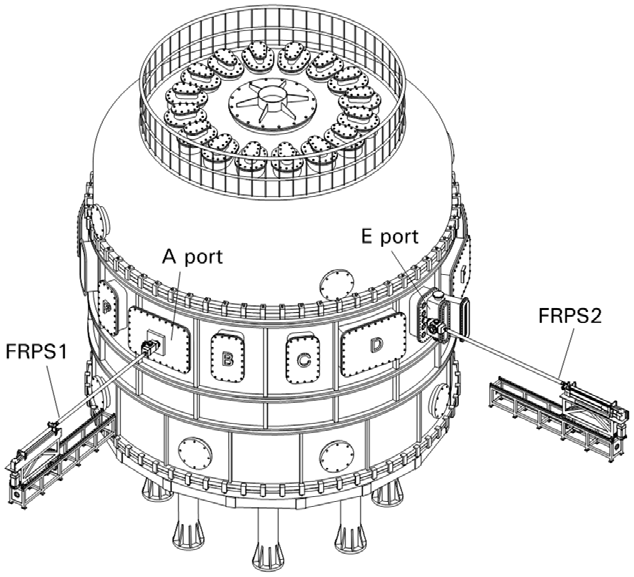
先进超导托卡马克实验装置的技术草图

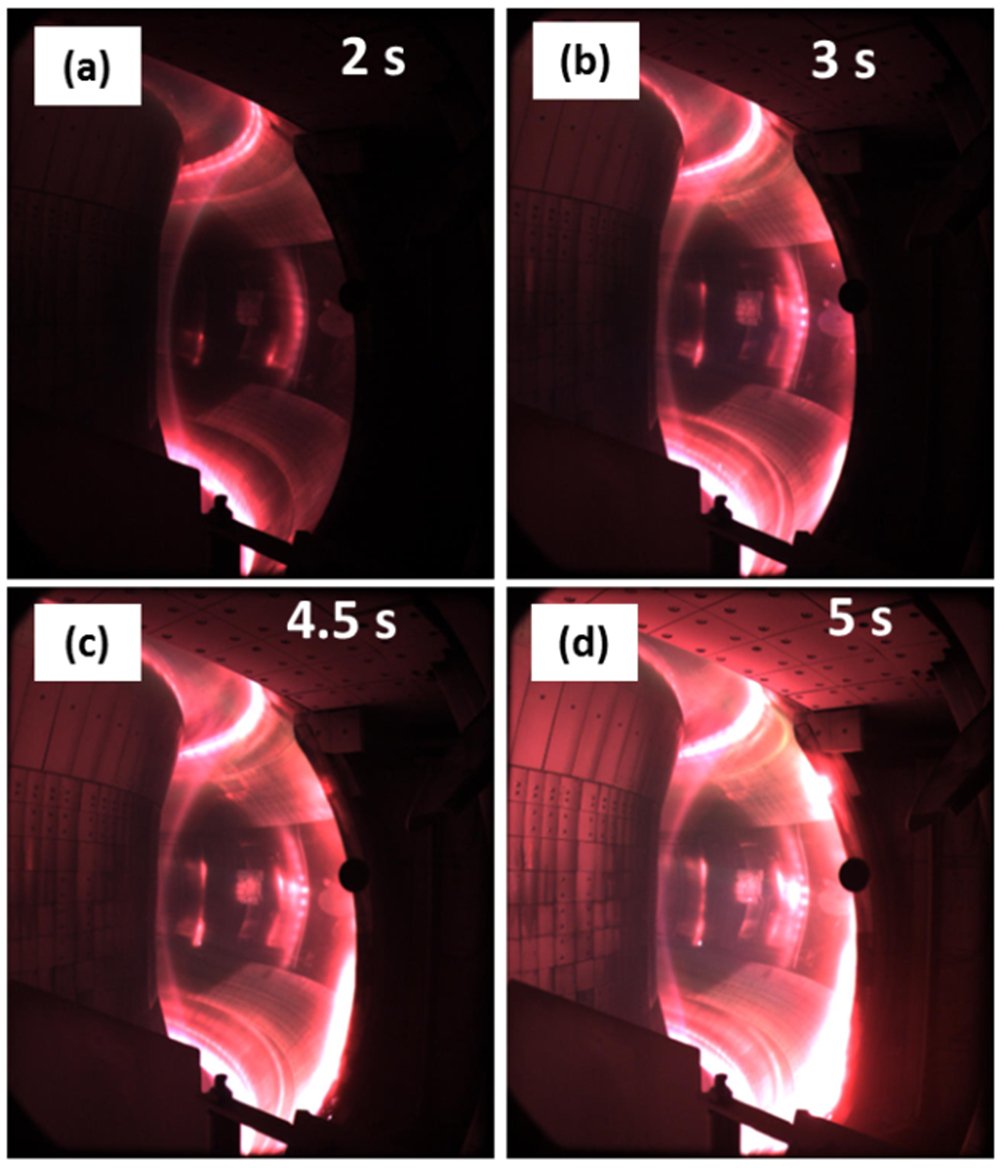
先进超导托卡马克实验装置的等离子体，圖中可見装置内的等离子体的光度在4.5秒後顯著提高，出現受雜質干扰的行為。

先进实验超导托卡马克实验装置（英語：Experimental Advanced Superconducting Tokamak），原名HT-7U，又被称为“人造太阳”、东方超环，是中国科学院等离子体物理研究所在中国安徽省省会合肥市建设的世界第一个全超导磁体托卡马克核聚变反应试验性装置，属于中国国家“九五”重大科学工程。EAST是国际上稳态磁约束聚变研究的重要实验平台，其研究成果将为未来国际热核聚变实验反应堆(ITER)实现稳态高约束放电提供科学和工程实验支持。

## 历史
中国为了在近堆芯的高参数条件下研究等离子体的稳态和先进运行，深入探索实现聚变发电的物理及工程问题，中科院等离子体物理研究所在成功建设中国首个超导托卡马克HT-7的基础上，提出了“HT-7U全超导非圆截面托卡马克装置建设”计划。为使研究人员等便于记忆、易于发音同时又明确其科学含义，该项目的名称在2003年10月正式由HT-7U改为“EAST”。
该装置计划于1996年被提出，根据2003年的进度表，主要建筑物与设施于2003年开始建造，2003年至2005年组装托卡马克。主机和分系统的研制安装工作于2005年底基本完成，2006年2月1日到3月17日进行首次工程调试。调试中，最受关注的低温调试和磁体通电测试均获得圆满的成功。根据2006年的报道，该装置的计划投资为3亿人民币。

### 第一阶段
2006年9月28日，该装置首次成功放电。这是全球首个投入运行的全超导非圆截面核聚变实验装置，2007年2月的实验中，EAST产生了持续了近3秒的200千安培的等离子放电。

### 第二阶段
2011年11月29日，EAST辅助供暖系统项目剪彩仪式举行，标志着全超导托卡马克核聚变实验装置（EAST）进入“第二阶段”。
2016年1月28日凌晨零点26分，中国科学院合肥物质科学研究院全超导托卡马克核聚变实验装置（EAST）成功实现了电子温度超过5千万度、持续时间达102秒的超高温长脉冲等离子体放电，这是国际托卡马克实验装置上电子温度达到5000万度持续时间最长的等离子体放电。
2016年11月2日消息，中国科学院合肥物质科学研究院等离子体所承担的国家大科学工程“人造太阳”实验装置EAST在第11轮物理实验中再获重大突破，获得超过60秒的稳态高约束模等离子体放电。EAST因此成为世界首个实现稳态高约束模运行持续时间达到分钟量级的托卡马克核聚变实验装置。
2017年7月3日夜晚，实现了稳定的101.2秒稳态长脉冲高约束等离子体运行，创造了新的世界纪录。这标志着EAST成为了世界上第一个实现稳态高约束模式运行持续时间达到百秒量级的托卡马克核聚变实验装置。这一里程碑性的重要突破，表明中国磁约束聚变研究在稳态运行的物理和工程方面，将继续引领国际前沿，对于国际热核聚变实验反应堆（ITER）和未来的中国聚变工程实验堆（CFETR）建设和运行具有重大的科学意义。
2018年11月12日，該裝置首次實現加熱功率超過10兆瓦，等离子体储能增加到300千焦，等离子体中心电子温度首次达到1亿度，获得的多项实验参数接近未来聚变堆稳态运行模式所需要的物理条件。
2020年4月，东方超环在1亿度的高温下维持了近10秒。
2021年5月28日凌晨，正在开展的第16轮EAST装置物理实验实现了可重复的1.2亿度101秒等离子体运行和1.6亿度20秒等离子体运行。
2021年12月30日晚，实现 1056 秒的长脉冲高参数等离子体运行，再次创造托卡马克实验装置运行新的世界纪录。
2023年4月12日晚，在经历十二万多次的实验后，EAST成功实现稳态高约束模式等离子体运行403秒，刷新2017年的101秒世界纪录。
2025年1月20日，成功实现上亿摄氏度1066秒稳态长脉冲高约束模等离子体运行，创造托卡马克装置高约束模运行新的世界纪录。

## 项目目标
中国是国际热核聚变实验反应堆（ITER）联盟的成员之一，并且先进超导托卡马克实验装置（EAST）将是拟议的ITER项目技术的一个测试平台。
建成一个具有非圆小截面全超导托卡马克。在其上实现高参数、长脉冲和稳态运行；在以上条件下开发先进运行模式，并进行热流平衡和粒子流平衡控制的实验研究。
EAST将测试：
- 铌钛极向场超导磁体，使其成为第一个带有环向场和极向场超导磁体的托卡马克装置；
- 非感应电流驱动；
- 脉冲高达1000秒与0.5MA的等离子电流；
- 通过实时诊断控制等离子体不稳定性的方案（“稳态托卡马克等离子体的先进诊断技术”）；
- 偏滤器和面对等离子体的组件的材料；
- 操作在βN = 2，限制因子H89 > 2；

EAST是中国核聚变研究的一个重要里程碑，它将使中国核聚变研究进入国际先进水平，为未来先进核聚变反应堆的工程技术核物理基础、为人类能在21世纪后半叶实际使用聚变能做出贡献。

## 实验装置
根据设计，EAST项目的主要技术特点和指标是：16个大型“D”字形超导纵场磁体将产生纵场强度（BT）3.5特斯拉；12个大型极向场超导磁体可以提供磁通量变化量ΔФ≥10伏特*秒。通过这些极向场超导磁体，EAST能产生超过100万安培的等离子体电流、持续达1000秒、在高功率加热下温度将超过一亿摄氏度。
EAST实验装置的主机部分高达11米，直径达8米，重约400吨。它们主要由超高真空室、纵场系统、极向场系统、内外冷屏、外真空杜瓦及支撑系统等六大部件组成。
另外，EAST的实验运行需要大型超高真空、大型超导体测试、大规模低温液氦制冷、大型高功率脉冲电源及其回路、大型计算机控制和数据采集处理、兆瓦级低杂波电流驱动和射频波加热以及多种先进诊断测量等系统支持。

## 托卡马克参数
| 环向场磁感应强度（Toroidal field），Bθ                         | 3.5 T                        |
| 等离子电流（Plasma current），IP                               | 1.0 MA                       |
| 大半径（Major radius），R0                                     | 1.85 m                       |
| 小半径（Minor radius），a                                      | 0.45 m                       |
| 环径比（Aspect ratio），R/a                                    | 4.25                         |
| 拉长比（Elongation），κ                                        | 1.6-2                        |
| 三角形变（Triangularity），δ                                   | 0.6-0.8                      |
| 离子回旋共振加热（Ion cyclotron resonance heating, ICRH）      | 4 MW                         |
| 低杂波电流驱动（Lower hybrid current drive, LHCD）             | 6 MW                         |
| 电子回旋共振加热（Electron cyclotron resonance heating, ECRH） | 4 MW                         |
| 中性流注入（Neutral beam injection, NBI）                      | 4 MW                         |
| 脉冲时长（Pulse length）                                       | 1-1000 s                     |
| 配置                                                           | 双零偏滤器 限制器 单零偏滤器 |